# Muḥammad bin Nāyef Āl Saʿūd
Muḥammad bin Nāyef Āl Saʿūd, (in arabo محمد بن نايف بن عبد العزيز آل سعود‎?) (Jeddah, 30 agosto 1959), è un principe, politico e imprenditore saudita, già principe ereditario, Primo Vice Primo ministro e Ministro dell'Interno dell'Arabia Saudita. È stato anche presidente del nuovo Consiglio per gli Affari Politici e di Sicurezza. Il 29 aprile 2015 è stato nominato erede apparente da re Salman e, come principe ereditario, è stato primo nella linea di successione al trono dell'Arabia Saudita; il 21 giugno 2017 è stato sostituito con Muhammad bin Salman, figlio del re Salman. È membro della Casa di Saud e nipote di re Salman.

## Infanzia e formazione
Il principe Muhammad è nato a Jeddah il 30 agosto 1959. Egli è il figlio secondogenito del principe Nayef. Il principe Sa'ud è il suo fratello maggiore. La loro madre è al-Jawhara bint ʿAbd al-ʿAzīz bin Musāʿid al-Jilūwī, che è un membro del ramo al-Jilūwī della Casa di Saʿūd.
Muhammad bin Nayef ha studiato negli Stati Uniti. Ha frequentato alcuni corsi al Lewis & Clark College, ma non si è laureato. Dal 1985 al 1988 ha frequentato corsi di sicurezza all'FBI e in seguito si è addestrato nell'unità anti-terrorismo di Scotland Yard dal 1992 al 1994.

## Carriera
Muḥammad bin Nāyef è stato nominato assistente del ministro dell'Interno con delega alla sicurezza nel 1999. Prima di questa nomina si era distinto come imprenditore. È stato ampiamente lodato per il successo del programma di lotta al terrorismo del ministero. È stato anche considerato come il progettatore del programma di anti-insurrezione del governo. È stato anche direttore della protezione civile durante la sua carriera al ministero. Veniva considerato come un collaboratore efficace di quel dicastero.
Nel 2004, con l'elevazione al rango di ministro, è diventato il numero due del ministero dell'Interno. Nel mese di ottobre 2010, ha messo in guardia il vice consigliere per la sicurezza nazionale degli Stati Uniti riguardo alla presenza di bombe negli aerei cargo. Alla morte del principe Nayef, gli succede il fratello Aḥmad e nel luglio 2012, il principe Muḥammad lo ha sostituito nell'incarico di vice ministro.
Nel novembre 2009, re ʿAbd Allāh lo ha nominato membro del Consiglio Economico Supremo dell'Arabia Saudita. Questa nomina è stata considerata come segno dell'approvazione del monarca verso suo padre Nāyef. D'altra parte, questa nomina ha permesso a Muḥammad di estendere la sua influenza sulla politica del governo nell'economia.
Il 5 novembre 2012, re ʿAbd Allāh con decreto reale ha sollevato Aḥmed, ministro dell'Interno, dal suo ufficio e ha nominato al suo posto il principe Muḥammad. È il decimo ministro dell'Interno. Ha prestato giuramento davanti al re Abd Allah, il 6 novembre 2012. La sua nomina non è stata considerata molto positivamente dagli attivisti per i diritti umani, perché era nota la durezza professionale che il principe aveva avuto occasione di dimostrare imprigionando migliaia di facinorosi sospetti in Arabia Saudita. Tuttavia, egli è considerato meno corrotto rispetto ad altri principi di alto livello della sua generazione.
Il principe Muḥammad ha incontrato David Cameron, premier britannico, nel mese di gennaio 2013. Si è poi incontrato con il presidente statunitense Barack Obama a Washington, il 14 gennaio 2013. Sono state discusse questioni di sicurezza e di sviluppo regionale. Alla fine di gennaio del 2013, il principe ha annunciato che le donne saudite sarebbero state autorizzate a lavorare presso la direzione del dicastero da lui guidato.
Nel mese di febbraio 2014, al principe Muḥammad è stato conferito l'incarico di osservatore per il governo della situazione in Siria, in sostituzione di Bandar bin Sulṭān, allora capo dei servizi segreti dell'Arabia Saudita. Muhammad è stato assistito in questo ruolo dal principe Muṭāyyib bin ʿAbd Allāh, ministro della Guardia Nazionale.
Il primo ministro iracheno Nuri al-Maliki ha accusato l'Arabia Saudita di svolgere un ruolo negativo in Siria, in Iraq e in altri paesi, dichiarando che "stanno attaccando l'Iraq e la Siria e in modo diretto, hanno annunciato la guerra in Iraq, come la hanno annunciata in Siria".

### Vice principe ereditario
Il 23 gennaio 2015 è stato annunciato che re Salmān aveva nominato Muḥammad bin Nāyef Vice Principe della Corona. L'annuncio è stato dato per calmare i timori di instabilità dinastica nella linea di successione. Pertanto, il principe Muḥammad è diventato il primo della sua generazione ad essere ufficialmente in linea per il trono.
In aggiunta ai suoi altri incarichi il principe Muḥammad è stato nominato presidente del Consiglio per gli Affari Politici e di Sicurezza che è stato istituito il 29 gennaio 2015.

### Principe ereditario
Il 29 aprile 2015 Muḥammad bin Nāyef è stato nominato principe ereditario, sostituendo Muqrin bin ʿAbd al-ʿAzīz. Il 21 giugno 2017 è stato a sua volta sostituito con Muhammad bin Salman, figlio del re Salman. Lo stesso giorno ha lasciato l'incarico di ministro dell'interno.

### La guerra in Yemen
Come presidente del consiglio per gli affari politici e di sicurezza, il principe è uno dei comandanti dell'Operazione Tempesta Decisiva, la prima grande operazione militare saudita del XXI secolo che ha causato migliaia di vittime civili nello Yemen, paese che non ha mai attuati aggressioni militari contro l'Arabia Saudita.

## Opinioni
Muhammad bin Nayef, a differenza della maggior parte della famiglia reale, parla attivamente ai media. Per quanto riguarda la lotta contro il terrorismo, adotta la politica del pugno di ferro come suo padre, il principe Nayef. Egli ritiene che il terrorismo debba essere considerata come una forma di criminalità e combattuto con metodi di polizia spietati. Walid Jumblatt lo ha definito l'equivalente saudita del generale Ashraf Rifi, ex direttore generale delle Forze di sicurezza interne del Libano.
Muhammad bin Nayef è stato elogiato dai servizi segreti occidentali per i programmi antiterrorismo dell'Arabia Saudita. Ha chiesto un "canale di protezione" con le nazioni alleate per facilitare lo scambio di informazioni. Ha fermamente sostenuto il presidente americano Barack Obama nella sua opposizione al rilascio di fotografie dei detenuti durante gli interrogatori. È inoltre dell'opinione che lo Yemen è un "pericoloso stato fallito" e rischia di diventare una seria minaccia per l'Arabia Saudita. Egli ha inoltre ritenuto che il presidente yemenita Ali Abdullah Saleh stava perdendo il controllo. Ha suggerito una strategia per lavorare direttamente con le tribù yemenite, condannando il terrorismo.
Ha dichiarato che è necessaria la creazione di una cooperazione con il Pakistan per quanto riguarda l'Afghanistan. Ha elogiato il generale Ashfaq Parvez Kayani come un "uomo buono". Egli ha espresso le sue preoccupazioni per quanto riguarda il programma nucleare dell'Iran. Per le questioni di politica estera si è sempre rimesso alla volontà del sovrano. Dopo la sua nomina a Ministro dell'Interno, i diplomatici statunitensi hanno sostenuto che lui è "il ministro più filo-americano nel gabinetto di governo saudita".

## Influenza
The Economist ha descritto il principe Muhammad come energico uomo chiave del governo e ha dichiarato che è uno dei candidati per il trono quando la linea di successione passerà ai nipoti di re Abd al-Aziz. Egli è stato considerato anche come uno dei possibili contendenti dopo la morte di suo padre nel giugno 2012. Nel 2011, Michael Hayden ha riferito che il principe Muhammad era il quinto ministro più potente del mondo.

## Tentativi di assassinio
Muhammad bin Nayef è rimasto praticamente illeso dopo quattro tentativi di omicidio. Il terzo e più eclatante tentativo si è verificato il 27 agosto 2009. Muhammad bin Nayef è stato lievemente ferito da Abdullah Hassan Al Aseery (Al Asiri), un attentatore suicida collegato ad una cellula di Al-Qaeda nella penisola Araba. Al Aseery ha parlato con il principe qualche giorno prima dell'attacco e ha espresso il desiderio di far parte di un programma di abilitazione antiterroristica nel paese. Questo è stato uno stratagemma evidente per ottenere l'ammissione al palazzo del principe. Si crede che l'attentatore abbia raggiunto Jeddah dalla provincia yemenita di Ma'rib. Durante il Ramadan, Al Aseery ha aspettato in fila nella residenza del principe a Jeddah presentandosi come un "benefattore". Nell'esplosione, l'attentatore è rimasto ucciso, mentre Mohammed bin Nayef è rimasto solo leggermente ferito, dato che è stato protetto dalla forza dell'esplosione dal corpo dell'attentatore stesso. Il principe è apparso alla televisione di stato, con una benda intorno a due delle dita della mano sinistra. Egli ha affermato: "Non sapevo che mi cercasse, ma lui mi ha sorpreso facendosi esplodere. Tuttavia, questo non farà che aumentare la mia determinazione a combattere il terrorismo nel regno". Nell'attacco è stato utilizzato un ordigno esplosivo nascosto dentro il corpo. Questi sono comunemente noti come un ordigni esplosivi improvvisati impiantati chirurgicamente o "Body Cavity Bomb" (BCB).
Questo fu il primo tentativo di assassinio nei confronti di un membro della famiglia reale dal 2003, quando l'Arabia Saudita ha affrontato un forte aumento degli attacchi legati ad al Qaeda. L'ultimo tentativo di assassinio contro il principe Muhammad è datato ad agosto 2010.

## Vita personale
Mohammed bin Nayef è sposato con Reema bint Sultan (sua cugina di primo grado), figlia del principe Sultan e ha due figlie: Sarah e Luluwah.

## Albero genealogico
|                                   |                             |                               | Genitori                      |  |  | Nonni |  |  | Bisnonni                |  |  | Trisnonni       |  |
|                                   |                             |                               |                               |  |  |       |  |  | ʿAbd al-Raḥmān Āl Saʿūd |  |  | Fayṣal Āl Saʿūd |  |
|                                   |                             |                               |                               |  |  |       |  |  | ʿAbd al-Raḥmān Āl Saʿūd |  |  | Fayṣal Āl Saʿūd |  |
|                                   |                             | Sāra bint Misharī Āl Saʿūd    |                               |  |  |       |  |  | ʿAbd al-Raḥmān Āl Saʿūd |  |  |                 |  |
| ʿAbd al-ʿAzīz dell'Arabia Saudita |                             |                               |                               |  |  |       |  |  | ʿAbd al-Raḥmān Āl Saʿūd |  |  |                 |  |
|                                   |                             | Sāra bint Aḥmad al-Sudayrī    | Aḥmad al-Kabīr al-Sudayrī     |  |  |       |  |  |                         |  |  |                 |  |
|                                   |                             | Sāra bint Aḥmad al-Sudayrī    | Aḥmad al-Kabīr al-Sudayrī     |  |  |       |  |  |                         |  |  |                 |  |
|                                   |                             | Sāra bint Aḥmad al-Sudayrī    | …                             |  |  |       |  |  |                         |  |  |                 |  |
| Nāyef bin ʿAbd al-ʿAzīz Āl Saʿūd  |                             | Sāra bint Aḥmad al-Sudayrī    |                               |  |  |       |  |  |                         |  |  |                 |  |
|                                   |                             | Aḥmad al-Sudayrī              | Muḥammad al-Kabīr al-Sudayrī  |  |  |       |  |  |                         |  |  |                 |  |
|                                   |                             | Aḥmad al-Sudayrī              | Muḥammad al-Kabīr al-Sudayrī  |  |  |       |  |  |                         |  |  |                 |  |
|                                   |                             | Aḥmad al-Sudayrī              | …                             |  |  |       |  |  |                         |  |  |                 |  |
| Ḥaṣṣa bt. Aḥmad al-Sudayrī        |                             | Aḥmad al-Sudayrī              |                               |  |  |       |  |  |                         |  |  |                 |  |
|                                   |                             | Sharīfa al-Suwaydī            | ʿAlī b. Muḥammad al-Suwaydī   |  |  |       |  |  |                         |  |  |                 |  |
|                                   |                             | Sharīfa al-Suwaydī            | ʿAlī b. Muḥammad al-Suwaydī   |  |  |       |  |  |                         |  |  |                 |  |
|                                   |                             | Sharīfa al-Suwaydī            | …                             |  |  |       |  |  |                         |  |  |                 |  |
| Muhammad bin Nayef Al Sa'ud       |                             | Sharīfa al-Suwaydī            |                               |  |  |       |  |  |                         |  |  |                 |  |
|                                   | Musaid bin Jiluwi Al Jiluwi | Jiluwi bin Turki Al Jiluwi    |                               |  |  |       |  |  |                         |  |  |                 |  |
|                                   | Musaid bin Jiluwi Al Jiluwi | Jiluwi bin Turki Al Jiluwi    |                               |  |  |       |  |  |                         |  |  |                 |  |
|                                   | Musaid bin Jiluwi Al Jiluwi | Nura bint Ahmad Al Sudairi    |                               |  |  |       |  |  |                         |  |  |                 |  |
| Abd al-Aziz bin Musaid Al Jiluwi  | Musaid bin Jiluwi Al Jiluwi |                               |                               |  |  |       |  |  |                         |  |  |                 |  |
|                                   |                             | al-Jawhara Al Thunayyan       | Nasir bin Faysal Al Thunayyan |  |  |       |  |  |                         |  |  |                 |  |
|                                   |                             | al-Jawhara Al Thunayyan       | Nasir bin Faysal Al Thunayyan |  |  |       |  |  |                         |  |  |                 |  |
|                                   |                             | al-Jawhara Al Thunayyan       | …                             |  |  |       |  |  |                         |  |  |                 |  |
| Al-Jawhara Al Jiluwi              |                             | al-Jawhara Al Thunayyan       |                               |  |  |       |  |  |                         |  |  |                 |  |
|                                   |                             | Musa'id bin Battal Al Mutayri | Battal Al Mutayri             |  |  |       |  |  |                         |  |  |                 |  |
|                                   |                             | Musa'id bin Battal Al Mutayri | Battal Al Mutayri             |  |  |       |  |  |                         |  |  |                 |  |
|                                   |                             | Musa'id bin Battal Al Mutayri | …                             |  |  |       |  |  |                         |  |  |                 |  |
| Tarfa bint Musa'id Al Mutayri     |                             | Musa'id bin Battal Al Mutayri |                               |  |  |       |  |  |                         |  |  |                 |  |
|                                   |                             | …                             | …                             |  |  |       |  |  |                         |  |  |                 |  |
|                                   |                             | …                             | …                             |  |  |       |  |  |                         |  |  |                 |  |
|                                   |                             | …                             | …                             |  |  |       |  |  |                         |  |  |                 |  |
|                                   |                             | …                             |                               |  |  |       |  |  |                         |  |  |                 |  |